# Van Bronckhorst (geslacht)

Stamwapen van Van Bronckhorst

Het geslacht van Bronckhorst begint bij Adam van Bronckhorst, die in een akte wordt vermeld tussen 1127 en 1131. Het kasteel Bronckhorst komt in 1553 in handen van Ermgard van Wisch, waardoor Joost van Bronckhorst en Borculo (1505-1553) de laatste heer van Bronckhorst is.

## Eerste generatie
Uit een onbekende stamvader:
I.1. Adam van Bronckhorst, tussen 1128 en 1131 genoemd. 
I.2. Gijsbert I van Bronckhorst, in 1140 genoemd.

## Tweede generatie
II.1. Gijsbert II van Bronckhorst (circa 1168-1196). Ongehuwd overleden.
II.2. Willem I van Bronckhorst van 1191 heer van Bronckhorst en Rekem (overleden tussen 1226-1231). Hij trouwde met Geertruid van Ahaus (1178-). Uit zijn huwelijk werd geboren:
- Gijsbert III van Bronckhorst (III.1.)
- Willem (Jr) van Bronckhorst (III.2.)
- Helena van Bronckhorst (III.3.)
- Henricus van Bronckhorst (III.4.)

II.3. Ermgard van Bronckhorst, stichtster van het Norbertinessenklooster in Rekem

## Derde generatie
III.1. Gijsbert III van Bronckhorst (ca. 1198-1241) van 1230 tot 1241 heer van Bronckhorst en Rekem. Hij trouwde ca. 1225 met Kunigunde van Oldenburg (ca. 1204 - 29 oktober 1260). Zij was mogelijk een dochter van Maurits I van Oldenburg (ca. 1145 - 1209) graaf van Oldenburg 1167-1209 en Salome van Hochstaden-Wickrath. Uit zijn huwelijk werd geboren:
- Floris I van Bronckhorst (1222-1290) (IV.1.)
- Willem II van Bronckhorst (IV.2.)
- Gijsbert van Bronckhorst (IV.3.)
- Oda van Bronckhorst (1233-) (IV.4.)

III.2. Willem (Jr) van Bronckhorst (Bronkhorst, 1200-). Hij wordt genoemd als proost van Oldenzaal.
III.3. Helena van Bronckhorst (Bronkhorst, 1203-)
III.4. Henricus van Bronckhorst (Bronkhorst, 1207-na 1235). Hij is in 1235 kanunnik in Zutphen

## Vierde generatie
IV.1. Floris I van Bronckhorst (1222-1290). Hij trouwde met Ermgard van Anhalt (Aschersleben, 1226-). Uit zijn huwelijk werd geboren:
- Floris van Bronckhorst (V.1.)
- Heilwig van Bronckhorst (ca. 1270 - na 1310) (V.2.)

IV.2. Willem II van Bronckhorst (1224-1290) van 1241 tot 1290 heer van Bronckhorst en Rekem. Hij trouwde ca. 1237 met Ermengarde van Randeroth / Randerode van Anholt (Liedberg, ca. 1225 - ca. 1287). Zij was een zuster van Willem I van Boxtel en de dochter van Lodewijk van Randerode heer van Boxtel en Judith/Jutta NN. Uit zijn huwelijk werd geboren:
- Gijsbert IV van Bronckhorst (1275-1317) (V.3.)
- Kunigunde van Bronckhorst (1250-1299) (V.4.)
- Johannes van Bronckhorst (1239–1346) (V.5.)

IV.3. de aartsbisschop Gijsbert van Bronckhorst (ca. 1244 - Bremervörde, 18 november 1306)
IV.4. Oda van Bronckhorst (1233-) trouwde met Johan Schellaert heer van Niederen uit het Huis Schellaert. Hij was een zoon van Willem Schellaert van Obbendorf heer van Niederen en Agnes van Boezelaer. Uit haar huwelijk werd geboren:
- Marguerite Schellaert van Obbendorf. Zij trouwde met Henri d´ Aix Schoonvorst heer van Schoonhove. Oorspronkelijk von Schönau, naar de stamburcht Schloss Schönau die de familie vanaf ca. 1250 in het bezit had. Na de verwerving van de heerlijkheid Schönforst namen ze deze naam aan, in het Nederlands werd hun naam steeds verbasterd tot Schoonvorst.

## Vijfde generatie
V.1. Floris van Bronckhorst. Floris wordt genoemd als proost in Hadelen van 1298 tot 1306, proost van St. Ansgar kerk in Bremen, domscholaster in Bremen 1298-1306 en electbisschop van Bremen 1307. In 1307 wordt hij verkozen als aartsbisschop-elect van Bremen en is voorbestemd om zijn oom Gijsbert van Bronckhorst (1275-1317) in die functie op te volgen.
V.2. Heilwig van Bronckhorst (ca. 1270 - na 1310). Zij trouwde in 1289 met Hendrik I van Holstein graaf van Holstein (1258 - 5 augustus 1304) zoon van Gerard I van Schauenburg-Holstein (-1332) en Elisabeth van Mecklenburg (-1325). Uit haar huwelijk werd geboren:
- Gerard II
- Adelheid. Zij trouwde met hertog Erik II van Sleeswijk en werd moeder van Waldemar.
- Elisabeth van Holstein (1300-1340)
- Irmgard van Holstein (1300-1340)

V.3. Gijsbert IV van Bronckhorst (1275-1317). Hij trouwde ca. 1290 met Elisabeth van Steinfurt (1275-1347). Zij was de dochter van Boudewijn van Steinfurt (1250-1318) en Elisabeth van Lippe (1250-1316). Uit zijn huwelijk werd geboren:
- Willem III van Bronckhorst (-1328) (VI.1.)
- Johannes van Bronckhorst (VI.2.)
- Ludgard van Bronckhorst (ook Ermgard genoemd) (VI.3.)
- Elisabeth van Bronckhorst (-1340) (VI.4.)

V.4. Kunigunde van Bronckhorst (1250 - 29 maart 1299). Zij trouwde in 1270 met Otto II van Dale (1245-1282) graaf van Dale en heer van Diepenheim. Hij was een zoon van Hendrik II van Dale (1215-) en Bertha van Bentheim (1210-). Uit haar huwelijk werd geboren:
- Bertrade van Dale (1270–1310). Zij trouwde in 1300 met Godfried van Borculo (-1270) zoon van Hendrik III van Borculo (1232-1288) en Agnes van Gelre en Zutphen (1235-), een dochter van graaf Otto II de Lamme van Gelre en Zutphen.
- Bertha van Dale (1275-1350). Zij trouwde in 1300 met Steven van Zuylen (1275-1350) heer van Zuylen, Westbroek en Anholt zoon van Jan van Zuylen (1250-).
  - Dirk van Zuylen Anholt heer van Zuylen, Westbroek en Anholt (1310-15 juni 1364)

V.5. Johannes van Bronckhorst (Bronkhorst, ca. 1239 – 25 juni 1346) proost van Elst en de Oudmünsterkerk te Utrecht. In 1322-1323, en mogelijk ook in 1341, is hij electbisschop van Utrecht, maar hij wist het niet tot bisschop te brengen. Jans wapen bestaat naast de klimmende leeuw uit het geschakeerde kwartier van Randerode.

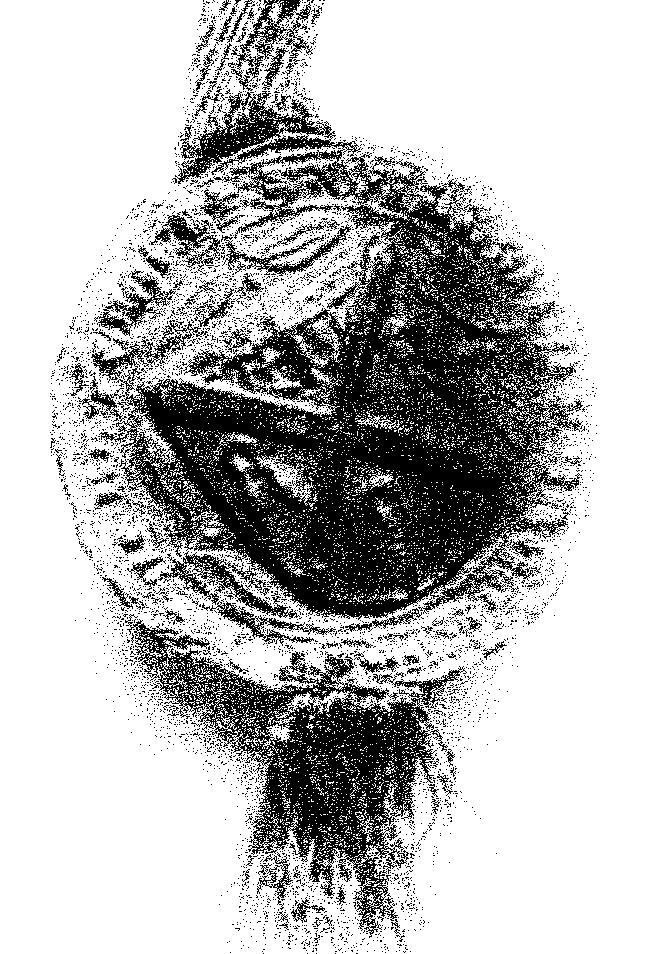
Zegel van Willem van Bronkhorst, heer van Batenburg (oork. 1318)

## Zesde generatie
VI.1. Willem III van Bronckhorst (verm. 1314 - † Hasselt, 25 september 1328). Hij sneuvelde in de slag bij Hasselt tegen de Luikenaars. Hij trouwde voor 1315 met Johanna, erfvrouwe van Batenburg (1290-28 november 1351) dochter van Dirk heer van Batenburg (1286-1309) en Mechteld NN (1291-1318). Uit zijn huwelijk werd geboren:
- Gijsbert V van Bronckhorst (VII.1.)
- Diederik van Bronckhorst-Batenburg (VII.2.)
- Baldewijn van Batenburg (VII.3.)

## Zevende generatie
VII.1. Gijsbert V van Bronckhorst (ca. 1316-1356). Hij trouwde op 23 april 1344 met Catharina van Leefdael (1320-13 april 1361). Zij was een dochter van Rogier van Leefdael heer van Oirschot, Hilvarenbeek en burggraaf van Brussel (1285-) en Agnes van Kleef-Hülchrath (1290-17 mei 1338). Uit zijn huwelijk werd geboren:
- Elisabeth van Bronckhorst (VIII.2.)
- Gijsbert van Bronckhorst van Borculo (VIII.3.)
- Willem van Bronckhorst (VIII.4.)
- Dirk van Bronckhorst-Batenburg (1327-1407) (VIII.5.)
- Rogier van Bronckhorst-Hilvarenbeek (VIII.6.)
- Johan van Bronckhorst (VIII.7.)
- Bate van Bronckhorst (VIII.8.)

VII.2. Diederik van Bronckhorst-Batenburg (-voor 1351). Hij krijgt uit de erfenis van zijn vader, bij de deeling van 1328, Batenburg; hij is jong en ongetrouwd voor 1351 overleden.
VII.3. Baldewijn van Batenburg (-1344). Hij sneuvelt in de Slag van Hamont. Hij zal volgens die deeling door zijne Moeder onderhouden worden, zoo lang hij leedig blijft; Heer Baldewyn, van Batenburg genoemd, in dienst van Hertog Reynold van Gelre, sneuvelt in den slag van Hamont tegen de Luikenaars, 1344

## Achtste generatie
VIII.2. Elisabeth van Bronckhorst (1340 - 2 september 1413). Zij trouwde 1360 met Alard IV heer van Buren en Beusichem en ridder, zoon van Alard heer van Buren en Mabelia van Cats. Uit haar huwelijk is geboren:
- Elizabeth van Buren (1360-). Ze trouwde op 2 januari 1398 met Jan van Vianen (1360 - 7 april 1421) heer van Beverweerd. Hij was een zoon van Zweeder van Vianen en Mechteld van Zuylen.
- Gijsbert van Buren
- Johan / Jan van Buren trouwde met Eleonora van Borselen vrouwe van St.Maartensdijk (-8 januari 1485). Zij was een zuster van den graaf van Oostervant.
  - Elisabeth van Buren vrouwe van Ewijk trouwde in 1441 met Gerard II van Culemborg.
- Belia van Buren, trouwde met Reinald IV van Coevorden. Haar huwelijk bleef kinderloos.
- Catharina van Buren
- Allard V van Buren
- Arnoud van Buren

VIII.3. Gijsbert van Bronckhorst van Borculo overleden in 1402. Hij trouwde in 1360 met Henrica van Dodinckweerde (-voor 1397) vrouwe van Borculo. Henrica van Borculo genaamd Dodinckweerd kocht het hof te Borculo omstreeks 1358 van Reinald III, burggraaf van Coevorden en heer van Borculo. Uit zijn huwelijk zijn geen kinderen geboren. Gijsbert had wel kinderen uit een buitenechtelijke relatie:
- Johan Vockinck (IX.1.)
- Hendrik van Bronckhorst (IX.2.)
- Gerard van Bronckhorst (IX.3.)

VIII.4. Willem IV van Bronckhorst heer van Bronckhorst en landdrost van de graafschap Zutphen. Hij trouwde in november 1365 met Cunegonde van Meurs (1325-1375). Zij was een dochter van Diederik IV van Meurs graaf van Meurs (1280 - 5 februari 1346) en Kunigunde van Volmestein (1295-1325). Cunegonde van Meurs was weduwe (1) van Gerhard V van Landskroon burggraaf van Landskroon (1320-1345) en weduwe (2) van Frederik van Baer (-1355). Uit zijn huwelijk is geboren:
- Catharina van Bronckhorst (1366 - 25 november 1415) (IX.4.)
- Elisabeth van Bronckhorst (IX.5.)
- Gijsbert van Bronckhorst van Borculo (IX.6.)
- Willem V van Bronckhorst-Borculo (-1429) (IX.7.)
- Maria van Bronckhorst (IX.8.)
- Barbara van Bronckhorst (IX.9.)
- Frederik van Bronckhorst (ca. 1369 - 11 maart 1405) (IX.10.)
- Aleida van Bronckhorst (IX.11.)
- Gijsberta van Bronckhorst (IX.12.)
- Kunigunda van Bronckhorst (IX.13.)

VIII.5. Dirk van Bronckhorst-Batenburg. Hij trouwde in augustus 1362 met Elisabeth van Utenhove (Brussel, 1325-1407). Zij was een dochter van Johan van Utenhove. Uit zijn huwelijk werd geboren:
- Gijsbert van Bronckhorst-Batenburg (Anholt) (1370-1429). (IX.14.)

VIII.6. Rogier van Bronckhorst-Hilvarenbeek heer van Hilvarenbeek, domheer te Keulen 1381-1419
VIII.7. Johan van Bronckhorst, mogelijk is hij de Johanes de Bronchorst, kanunnik in Keulen, in 1368 proost van Sint-Pieter in Utrecht
VIII.8. Bate van Bronckhorst (-na 1 februari 1383 kanunnikes, abdis van het Stift Metelen

## Negende generatie
IX.1. Johan Vockinck
IX.2. Hendrik van Bronckhorst
IX.3. Gerard van Bronckhorst
IX.4. Catharina van Bronckhorst (1366 - 25 november 1415). Zij trouwde (1) met Hendrik II van Wisch. Hij was weduwnaar van haar zuster Elisabeth van Bronckhorst. Zij trouwde (2) op 24 januari 1391 in Gemen met Hendrik III van Gemen (1351-1424) heer van Gemen, Borken, Vreden, Ramsdorf en Lohn pandheer van de Heerlijkheid Bredevoort en Oeding. Hij was een zoon van Johan I van Gemen en Beatrix van Sobbe. Uit hun huwelijk zijn geboren:
- Henrica van Wisch. Zij trouwde in 1415 met graaf Diederik van Limburg-Broich
- Elisabeth van Wisch. Zij trouwde in 1409 met Johan van Volmestein. Johan was de zoon van Diederik van Volmestein (1345-3 oktober 1396) en Elisabeth van Limburg (1350-1417). Uit haar huwelijk werd geboren:
  - Diederik van Volmestein (1410-)
  - Elisabeth van Volmestein (ca. 1412-)
- Barbara von Gemen (Gemen, 1393 - 8 maart 1444). Zij trouwde op 30 mei 1409 met Jan van Culemborg heer van Culemborg, Werth, de Lek en Beusichem (Culemborg, 1374 - 1 april 1452). Hij was een zoon van Gerrit van Culemborg en Bertha van Egmond.
- Johan (Jan) von Gemen heer van Gemen (- 8 april 1458). Hij trouwde in 1417 met Oda van Horne (Horn-Bad Meinberg, 1385 - 1442). Zij was een dochter van Willem VII van Horne en Johanna van Loon-Heinsberg.
- Catharina von Gemen (Gemen, 1400 - 1439). Zij trouwde met Johan van Polanen van Voorst tot Keppel vrijheer van Polanen van Voorst en Keppel (Hummelo, 1402 - 23 april 1432). Hij was een zoon van Otto van Wassenaar-Polanen en Johanna van Voorst
- Johanna von Gemen (-1458). Zij trouwde in 1447 met Johan I van Nassau-Beilstein (1390-1473). Hij was een zoon van Hendrik II van Nassau-Beilstein en Catharina van Randerode. Johan huwde als weduwnaar van Mathilde van Isenburg-Grenzau (-1436). Uit haar huwelijk werd geboren:
  - Hendrik IV van Nassau-Beilstein (1449 - 26 mei 1499)
- Kunigonda von Gemen

IX.5. Elisabeth van Bronckhorst. Zij trouwde met Hendrik II van Wisch. Uit haar huwelijk werd geboren:
- Hendrik III van Wisch

IX.6. Gijsbert van Bronckhorst van Borculo. Hij trouwde met Hedwig van Tecklenburg. Zij was een dochter van Otto VI van Tecklenburg en Adelheid van der Lippe. Uit zijn huwelijk werd geboren:
- Willem V van Bronckhorst-Borculo (-1429)
- Otto van Bronckhorst-Borculo (1392-23 februari 1458) (X.1.)
- Frederik van Bronckhorst-Borculo (-1405) (X.2.)

IX.7. Willem van Bronckhorst van Borculo (-1429)
IX.8. Maria van Bronckhorst. Zij had een buitenechtelijke relatie met Albrecht van Beieren (München, 25 juli 1336 - 's-Gravenhage, 16 december 1404) was graaf van Holland, Henegouwen en Zeeland en hertog van Beieren-Straubing uit het Huis Wittelsbach. (heeft een kleindochter Barbara)
- Willem I van Beieren-Schagen. Hij trouwde ca. 1429 met Johanna van Avennes tot Hodenpijl. Zij was de dochter van Jan van Hodenpijl (1385 - Brouwershaven, 3 januari 1426) en Elisabeth van Haamstede (1391-1456). Jan van Hodenpijl was een zoon van Dirk van Hodenpijl.

IX.9. Barbara van Bronckhorst
IX.10. Frederik van Bronckhorst (ca. 1369 - 11 maart 1405)
IX.11. Aleida van Bronckhorst
IX.12. Gijsberta van Bronckhorst
IX.13. Kunigunda van Bronckhorst. Zij trouwde met Jan II van Montfoort (1380-), zoon van Hendrik III van Montfoort en Oda van Polanen. Zij heeft een kleindochter Barbara
IX.14. Gijsbert van Bronckhorst-Batenburg (Anholt) (1370-1429) Hij trouwde met Margriet van Ghemen erfdochter van Anholt. Zij was een dochter van Herman van Gemen en Herburga van Zuylen-Anholt. Uit zijn huwelijk werd geboren:
- Hermanna van Bronckhorst-Batenburg (1400-1440) (X.3.)
- Dirk van Bronckhorst-Batenburg-Anholt (X.4.)

## Tiende generatie
X.1. Otto van Bronckhorst-Borculo (1392-23 februari 1458) 3de heer van Bronkhorst en Borculo van 1418 tot 1458. Hij trouwde (1) in 1418 met Agnes van Solms (-29 december 1439). Zij was de dochter van Hendrik II van Solms (-1425) tot 1408 heer van Ottenstein.
Agnes en Otto kregen de volgende kinderen:
- Gijsbertha van Bronckhorst (XI.1.)
- Hedwig van Bronckhorst (XI.2.)
- Agnes van Bronckhorst (XI.3.)

Een jaar na het overlijden van Agnes trouwde hij (2) op 13 november 1440 met Elisabeth van Nassau. Zij was een dochter van Johan I van Nassau-Beilstein en Mathilde van Isenburg.
Otto kreeg uit zijn tweede huwelijk met Elisabeth de volgende kinderen:
- Gijsbert van Bronckhorst van Borculo (XI.4.)
- Frederik van Bronckhorst van Borculo Steenderen. Hij werd in 1489 de vijfde heer van Borculo (XI.5.)
- Kunigunde/Cunegonde van Bronckhorst (XI.6.)

X.2. Frederik van Bronckhorst-Borculo (-1405), ongehuwd overleden.
X.3. Hermanna van Bronckhorst-Batenburg (1400-1440). Zij trouwde in 1420 met Willem van Gulik (1394 - na 1439). Uit haar huwelijk werd geboren:
- Hermanna van Wachtendonk (-1490). Zij trouwde met Willem Scheiffart van Merode (-1510). Nazaten uit 16 generaties van dit echtpaar, allen burgerlijk getrouwd, zijn nog in leven.
- Margaretha van Wachtendonk. Zij trouwde met Seyne van Broekhuizen van Barlham, zoon van Bernd en Griete van Ansem.
- Gijsbert van Wachtendonk (ca. 1420 - 23 november 1484). Hij trouwde ca. 1448 met Maria van Sombreffe Kerpen (ca. 1420 - ca. 1495). Zij was een dochter van Willem II heer van Sombreffe en Reckheim (1395-1475) en Gertrude van Saffenberg (1410-1445).
  - Willem van Wachtendonk (ritmeester) (ca.1450 - 1482) ritmeester. Hij was in 1482 betrokken in de Stichtse Oorlog en was mede verantwoordelijk voor de dood van Jan van Schaffelaar.

X.4. Dirk I van Bronckhorst-Batenburg-Anholt.

## Elfde generatie
XI.1. Gijsbertha van Bronckhorst. Zij trouwde op 25 april 1435 met Everwijn I van Bentheim heer Everwijn V van Götterswick 1403-1454, graaf Everwijn I van Beintheim 1421-1454 en heer Everwijn I van Steinfurt (1397-4 maart 1454). Hij was een zoon van Arnold III van Götterswick en Machteld van Reifferscheidt en weduwnaar van de op 12 maart 1420 overleden Machtelt van Steinfurt, de dochter van Ludolf VIII van Steinfurt en Luitgard van Schaumburg. In 1403 erfde hij Götterswick van zijn vader en in 1410 erfde hij Bentheim van Bernard I van Bentheim. Op 20 augustus 1421 komt hij door zijn eerste huwelijk en na het overlijden van Ludolf VIII van Steinfurt in het bezit van Steinfurt en Gronau. Op 30 oktober van hetzelfde jaar erfde hij van Bernard van Bentheim-Holland het graafschap Bentheim. Op 25 april 1435 komt hij door zijn 2e huwelijk in het bezit van de van Solms-Ottensteinse goederen. Uit haar huwelijk werd geboren:
- Agnes van Steinfurt (-1508). Zij trouwde op 6 oktober 1488 met Jacob van Bronckhorst-Batenburg-Anholt (-25 april 1516) heer van Batenburg (1476) en Anholt (1488). Hij was een zoon van Gijsbert II van Bronckhorst-Batenburg-Anholt en Agnes van Wisch (1430-1496). Uit zijn huwelijk werd geboren:
  - Gijsbert van Bronckhorst-Batenburg (Grave, 31 maart 1525)
- Arnold I van Steinfurt (1444 - Goch, 16 februari 1466) trouwde in 1458 met Katharina van Gemen. Hij werd 4 maart 1454, na het overlijden van zijn vader, hoofd van het huis Bentheim-Steinfurt.
- Bernard II van Bentheim (1442-1473). Hij trouwde in 1460 met Anna van Egmond.
  - Everwijn II van Bentheim-Steinfurt (1461-13 december 1530)

XI.2. Hedwig van Bronckhorst van Borculo ook Hadewich genaamd. Zij trouwde op 3 juli 1458 met Otto IV van Diepholt graaf van Diepholz (1424-). Hij was een zoon van Coenraad IX van Diepholt en Irmgard van Hoya. Uit haar huwelijk werd geboren:
- Rudolf VIII van Diepholz (Diepholt, 1455-1510). Hij trouwde op 19 november 1480 met Elisabeth von der Lippe (1455-1527). Zij was een zuster van Simon V van Lippe (1471–Detmold 17 september 1536) heer van Lippe (1511-1528) en graaf (1528-1536) van Lippe die met Walburg van Bronckhorst-Borculo (ca. 1458-21 december 1522) getrouwd was en dochter van Bernhard VII en Anna van Holstein-Schauenburg. Uit zijn huwelijk werd geboren:
  - Frederik I van Diepholz (Essen, 1493-). Hij trouwde op 29 maart 1523 met Eva von Regenstein-Blankenburg (1495-1537). Zij was een dochter van Ulrich VIII graaf Van Regenstein-Blankenburg (1450-1524) en Anna van Honstein-Vierraden (1465-1524). Uit zijn huwelijk werd geboren:
    - Rudolf IX van Diepholz  graaf van Diepholz (Hoya, 1524-Diepholz, 2 november 1596). In 1553 maakt hij aanspraken op het graafschap Bronckhorst op grond van het huwelijk van zijn overgrootvader Otto van Diepholz met Hedwig van Bronckhorst van Borculo. Hij trouwde 24 juli 1549 met Margareta gravin van Hoya. Uit zijn huwelijk werd geboren:
      - Anna van Diepholz (ca. 1556-Bassum, 1582)
      - Frederik II van Diepholz (Lemförde, 6 januari 1556-Bassum, 1582). Hij trouwde op 2 maart 1579 in Kassel met Anastasia gravin von Waldeck-Landau. Zij was de dochter van Johan I graaf van Waldeck-Landau (1520-1567) en Anna van Lippe (1530-1590). Uit zijn huwelijk werd geboren:
        - Anna Margaretha van Diepholz (22 juli 1580-9 augustus 1629). Zij trouwde op 29 juli 1610 met Philips III landgraaf van Hessen-Butzbach (Darmstadt, 26 december 1581 - Butzbach, 28 april 1643). Hij was een zoon van George I van Hessen-Darmstadt en Magdalena van Lippe.

XI.3. Agnes van Bronckhorst abdes van het Stift Elten

Wapen van Gijsbert van Bronckhorst-Borculo (1440-1489)

XI.4. Gijsbert van Bronckhorst van Borculo (1440-1489) van 1458 tot 1489 heer van Borculo van 1469 tot 1489 heer van Bronkhorst en in 1480 landdrost van Zutphen. Hij trouwde in 1457 met Elisabeth van Egmond (1450-1539) dochter van Willem IV van Egmont en Walburga van Meurs, vrouwe van Baer en Lathum. Uit zijn huwelijk werd geboren:
- Walburg van Bronckhorst-Borculo (ca. 1458-21 december 1522) (XII.1.)
- Elisabeth van Bronckhorst-Borculo (ca. 1460-1 december 1489) (XII.2.)

XI.5. Frederik van Bronckhorst van Borculo Steenderen (4 september 1456 - 20 mei 1508) van 1489 tot 1508 heer van Bronckhorst, vijfde heer van Borculo en heer van Steenderen. Hij trouwde in 1492 met Mechteld van den Bergh, dochter van de machtige en invloedrijke graaf Oswald I van den Bergh. Uit zijn huwelijk werd geboren:
- Joost van Bronckhorst van Borculo (XII.3.)

XI.6. Kunigunde/Cunegonde van Bronckhorst

## Twaalfde generatie
XII.1. Walburg van Bronckhorst-Borculo (ca. 1458-21 december 1522). Zij trouwde op 27 maart 1490 met Simon V van Lippe (1471–Detmold 17 september 1536), heer (1511-1528) en vervolgens graaf (1528-1536) van Lippe, zoon van Bernhard VII en Anna van Holstein-Schauenburg. Uit haar huwelijk werd geboren:
- Gijsbert van Lippe (ca. 1490-1513)

XII.2. Elisabeth van Bronckhorst-Borculo (ca. 1460-1 december 1489). Zij trouwde met Otto tot Iburg (-1493), domheer te Keulen. Hij was een zoon van Otto van Tecklenburg en Aleidis van Plesse. Uit haar huwelijk zijn geen kinderen bekend.
XII.3. Joost van Bronckhorst van Borculo, van 1518 tot 1533 heer van Bronkhorst en daarna graaf van Bronkhorst van 1533 tot 1553. Hij trouwde in 1530 met Maria van Hoya (1508-1579), echter hun huwelijk bleef kinderloos. Na het overlijden van Joost in 1553 kwamen zijn goederen, w.o. het Huis te Eerbeek, door het huwelijk van zijn nicht Ermgard van Wisch, in handen van het geslacht Van Limburg Stirum.

## Hollandse tak
De precieze relatie tussen de Oost-Nederlandse Van Bronckhorsten en het Hollandse geslacht is niet helemaal duidelijk. In 1446 verklaarde Otto van Bronckhorst-Borculo dat Philips Willemszoon, Jacob Jacobszoon en Dirk Claeszoon verwanten van hem zijn. Jacob Jacobszoon wordt gewoonlijk als de stamvader van de Hollandse Van Bronckhorsten beschouwd.

### Eerste generatie
I.1. Jacob (van Bronckhorst). Hij was getrouwd en had 1 zoon.
- Jacob Jacobsz (van Bronckhorst) leefde in 1446 (II.1.)

### Tweede generatie
II.1. Jacob Jacobsz leefde in 1446. Hij was getrouwd en had 1 zoon.
- Gijsbert van Bronckhorst (III.1.)

### Derde generatie
III.1. Gijsbert van Bronckhorst. Gijsbert had (minstens) een zoon:
- Willem van Bronckhorst (IV.1.)

### Vierde generatie
IV.1. Willem van Bronckhorst, trouwde met Ewout Laurensdr. en had twee zonen:
- Andries van Bronckhorst (V.1.)
- Joost van Bronckhorst-Bleiswijk (V.2.)

### Vijfde generatie
V.1. Andries van Bronckhorst, ridder, baljuw van Voorne en Den Briel. Heer van Schoot en Stad aan 't Haringvliet
V.2. Joost van Bronckhorst-Bleiswijk, ridder, heer van Bleiswijk, rekenmeester in Den Haag.